# 世界提高自闭症意识日
世界提高自闭症意识日（英語：World Autism Awareness Day），台湾又称世界自閉症意識日，香港又称世界自閉症關懷日，中国大陆又称世界孤独症日，定于每年的4月2日。

## 缘起
2007年12月18日，卡塔尔的代表提出的决议草案在联大未经表决（协商一致）获得通过，成为联合国大会62/139号决议，该决议指定4月2日为世界提高自闭症意识日，并从2008年起每年为此举办活动，以提醒全世界提高对自闭症的认识程度，更加关注自闭症患者。
世界自闭症關懷日决议含有4个主要组成部分：
- 将4月2日定为WAAD

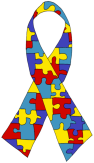
自閉症關懷絲帶

- 联合国组织、成员国、非政府组织以及所有的私人與公共组织都参与WAAD
- 在社会各个阶层提升对于自闭症的意识
- 联合国秘书长将在当日将此信息传递给所有的成员国和联合国其他组织[8]

为了此目的，目前有一个“世界自闭症關懷日”网站，提供相应的内容和建议让民众参与WAAD，同时还有一个列表，显示不同国家及组织当前正在进行的相关事项以及庆祝活动。

## 相关活动
自闭症的发病率为1/150，為強調這個比例的重要性，在2009年的世界自閉症日，美國有示威者在紐約市的中央公園遺下150輛嬰兒車，以喚醒民眾的關注。
美國非營利組織自閉症之聲志願者固定發起「點亮藍燈」運動，在世界自闭症關懷日的前一晚，在標誌性地標將藍燈點亮，致力提高大眾對自閉症的認識。